# Абу'л-Рабі Сулейман
Абу'л-Рабі Сулейман (араб. أبو الربيع سليمان; д/н — 1116) — 3-й емір Майоркської тайфи в 1114—1116 роках.

## Життєпис
Ймовірно, був якимось родичем Абдаллаха ібн Аглаба, еміра Майоркської тайфи. Втім трон дістався названому синові останнього Мубаширу. Поразки останнього у 1114 році від пізано-генуезького флоту спричинило збурення серед знаті тайфи, з чого скористався Абу'л-Рабі Сулейман. Він влаштував змову, поваливши Мубашира.
Втім, коли пізано-генуезький і барселонський флоти знову атакували острови й міста Майоркської тайфи, новий емір не зміг нічого вдіяти. Він визнав зверхність Рамон-Беренгера III, графа Бергенгера, зобов'язавшись сплачувати данину. Втім у 1116 році Абу'л-Рабі Сулеймана повалили, а тайфа увійшла до складу держави Альморавідів.